# Chaetonotus lacunosus
Chaetonotus lacunosus är en djurart som tillhör fylumet bukhårsdjur, och som beskrevs av Mock 1979. Chaetonotus lacunosus ingår i släktet Chaetonotus och familjen Chaetonotidae. Inga underarter finns listade i Catalogue of Life.